# Antonja
Antonja (* 10. März 1980 in Linz, Österreich; bürgerlicher Name: Sandra Stumptner) ist eine österreichische Sängerin und Entertainerin. Bis 2021 firmierte sie unter dem Künstlernamen Antonia aus Tirol.

## Karriere

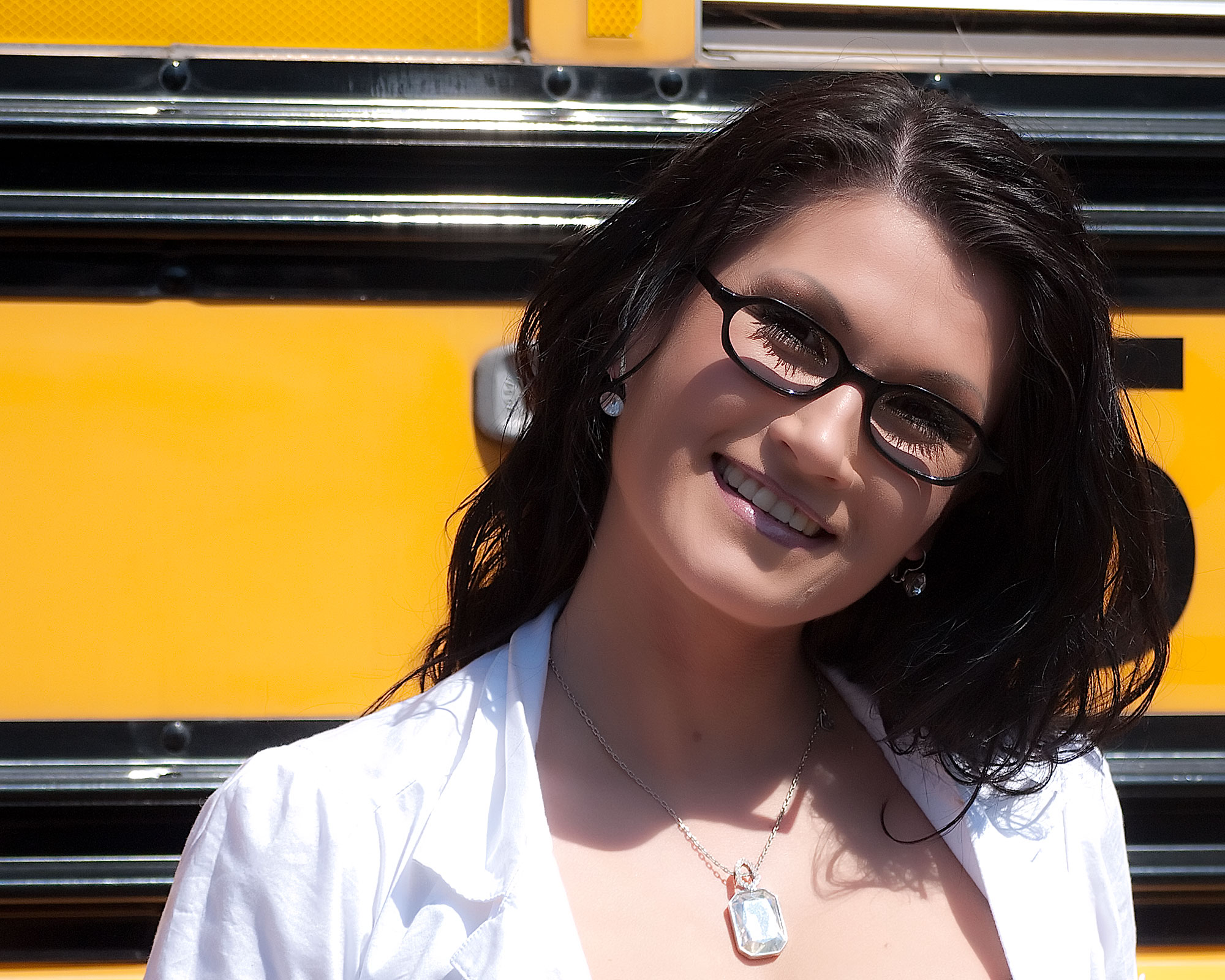
Antonia aus Tirol (2010)

Mit 14 Jahren stand sie gemeinsam mit ihrem Vater erstmals auf der Bühne. Bekannt wurde sie aber erst, als sie zusammen mit DJ Ötzi den Nummer-eins-Hit Anton aus Tirol coverte. Im Anschluss an diesen Erfolg startete sie als Antonia feat. Sandra S. ihre Solokarriere und landete mit ihren ersten beiden Singles ... ich bin viel schöner und Knallrotes Gummiboot zwei Charterfolge. Mehr als 200 Live-Auftritte u. a. in Deutschland, Österreich, Schweiz, den Niederlanden, Belgien, Luxemburg, Dubai, Italien, Russland und auf Mallorca absolviert Antonia jährlich.
Weitere Erfolge hatte sie mit einem Duett gemeinsam mit Heino. Auf ihren Platten sind neben deutschsprachigen Party- und Stimmungsliedern auch Schlager und romantische Balladen zu finden. Bei neueren Produktionen hat sie auch an den Texten mitgewirkt.
Im September 2005 nahm sie an der Fernsehshow Big Brother teil.
Insgesamt wurde sie fünfmal für einen Amadeus Austrian Music Award nominiert.
Nach einem Kollaps am 22. März 2007 in der Eingangshalle eines Düsseldorfer Luxushotels wurde sie zuerst auf der Intensivstation behandelt und ließ dann in einer Klinik in Baden-Württemberg die – wie sich herausstellte – Magen-Darm-Viruserkrankung behandeln. Die Ärzte hatten bei der Sängerin zudem ein Burnout-Syndrom diagnostiziert. Durch die Krankheit hatte sie erheblich an Gewicht verloren.
Am 5. Juni 2009 erschien die Single 1000 Träume weit (Tornerò), die in den deutschen Charts für zwei Wochen auf Platz 89 platziert war. Dabei handelte es sich um die Adaption eines Hits der italienischen Band I Santo California aus dem Jahr 1975 und eines Hits der britischen Band The Police aus dem Jahr 1983.
Im September 2009 erschien die Doppel-CD Zeitträume. Im selben Jahr ließ sie sich in der Pseudo-Doku-Soap mieten, kaufen, wohnen auf VOX bei der Wohnungssuche filmen. 2010 nahm sie an der Doku-Soap Tattoo Attack – Stars stechen zu auf RTL 2 teil, in der sie sich tätowieren ließ.
Bei einem Verkehrsunfall am 30. August 2010 bei Bad Homburg vor der Höhe erlitten sie und ihr Beifahrer Peter Schutti schwere Verletzungen, als der von ihr gelenkte VW Phaeton auf regennasser Fahrbahn von der Straße abkam und gegen einen Baum prallte. Am 17. September 2010 trat sie erstmals wieder auf.
2021 änderte sie ihr Pseudonym in Antonja. Neben einer musikalischen Neuausrichtung hin zur Rockmusik geschah dies auch wegen häufiger Übersetzungsprobleme in anderen Ländern. 2022 erschien mit What a Night ihre erste Single als Rocksängerin.

## Wohltätigkeit
Neben der Musik unterstützt Antonja als aktives Rot-Kreuz-Mitglied das DRK und ÖRK regelmäßig bei verschiedenen Aktionen. Mit ihren Auftritten sowie einem konkreten Finanzierungsplan möchte sie daneben den Bau eines Waisenhauses, kombiniert mit einem Altenheim, unterstützen. Außerdem gründete sie mit ihrem Lebensgefährten Peter Schutti den Verein „Wunschengel“. Dieser Verein soll krebskranke Kinder und Erwachsene unterstützen, die durch ihre Krankheit in Not geraten sind. Ihr Lebensgefährte Peter Schutti kämpfte selbst gegen seine Lymphknotenkrebserkrankung an.

## Diskografie

### Alben
- 2001: Dirndl Power (Antonia feat. Sandra)
- 2003: Best of (Antonia feat. Sandra S.)
- 2009: Zeitträume
- 2010: Mein Weg (2CD)
- 2011: Lebendig (2CD)
- 2013: Mein Festival der Lieder

### Singles
- 2000: Ich bin viel schöner (Antonia feat. Sandra)
- 2000: Knallrotes Gummiboot (Antonia feat. Sandra)
- 2001: Mir geht’s so gut (Antonia feat. Sandra)
- 2002: Blau blüht der Enzian – blau, blau, blau (Heino & Antonia)
- 2002: Herz an Herz (Sandra S.)
- 2003: Herzilein (Antonia & Tom Tulpe)
- 2004: Wenn der Hafer sticht (Antonia)
- 2004: Lebt denn der alte Holzmichl noch? (Antonia)
- 2005: Dirndlsong (Fass mir an mein Dirndl…) (Antonia)
- 2006: Keine Sünde (Antonia)
- 2006: Ohne Dich (Antonia)
- 2007: Sie wissen nicht, was sie tun (Antonia)
- 2007: Hände hoch (Antonia aus Tirol & Kimberly)
- 2007: Das rote Pferd (Antonia aus Tirol & Kimberly)
- 2008: So a schöner Tag / Fliegerlied (Antonia aus Tirol)
- 2009: 1000 Träume weit (Tornerò) (Antonia aus Tirol)
- 2009: Du bist der Mann für’s Leben (Antonia aus Tirol)
- 2010: Tränen lügen nicht (2010) (Antonia aus Tirol)
- 2011: Hey was geht ab (Whats up) (2011) (Antonia aus Tirol)
- 2013: Alles gelogen (Antonia aus Tirol)
- 2014: Be my Baby (Antonia aus Tirol)
- 2014: Auf die Bänke fertig los (Oh la la la) (Antonia aus Tirol)
- 2015: Wer die Augen schließt (wird nie die Wahrheit seh’n) 2015 (Antonia aus Tirol; als Teil von Mut zur Menschlichkeit)
- 2015: Ohne Dich (fühl ich mich leer) (Antonia aus Tirol)
- 2017: Raum des Schweigens (Coverversion von The Sound of Silence) (Antonia aus Tirol)
- 2017: Flieg nicht zu Hoch (Jo-La-DI-E)
- 2017: Was wär, wenn wir Singles wären (Duett mit Olaf Berger)
- 2022: What a Night (Antonja)